# Hilara hudsoni
Hilara hudsoni är en tvåvingeart som först beskrevs av Frederick Wollaston Hutton 1901.  Hilara hudsoni ingår i släktet Hilara och familjen dansflugor. Inga underarter finns listade i Catalogue of Life.